# ریاس گریموری
ریاس گریموری (انگلیسی: Rias Gremory) یک شخصیت خیالی است که در لایت نوول، انیمه و مجموعه مانگای دبیرستان دی‌اکس‌دی با نویسندگی ایچی ایشیبومی ظاهر می‌شود. ریاس علاقه اصلی اصلی قهرمان داستان، هیودو ایسه است. ریاس یک دانش آموز دبیرستانی در آکادمی Kuoh است که از نظر اکثر دانش آموزان، فرشتگان، شیاطین و فرشتگان مغضوب به عنوان بخشی از جمعیت دانشجویی خود است. دبیرستان دی‌اکس‌دی در جهانی قرار دارد که بین این سه جناح اصلی (فرشتگان، شیاطین، فرشتگان مغضوب) نبردی مداوم وجود دارد، هرچند که جنگ در اواخر زمان به پایان رسیده‌است و بسیاری از فرشتگان و شیاطین مشهور، دیگر وجود ندارند.